# 大和村 (愛知県八名郡)
大和村（やまとむら）は、愛知県八名郡にかつて存在した村。
昭和の大合併で宝飯郡一宮村（後の一宮町）に編入され、現在の豊川市豊津町、橋尾町に該当する。
元々は豊川左岸の地域であったが、室町時代の文安4年（1447年）の洪水により豊川の流路が変わり、この地域は豊川右岸となっている。

## 歴史
- 江戸時代、この地域は吉田藩領であった。
- 1878年（明治11年）12月28日 - 中島村、日下部村、井之島村、橋尾村が合併し、豊津村となる。
- 1882年（明治15年）6月 - 旧・橋尾村の地域が分立し、橋尾村となる。
- 1920年（大正9年）8月1日 - 豊津村と橋尾村が合併し、大和村となる。
- 1954年（昭和29年）4月1日 - 宝飯郡一宮村に編入される。

## 学校
- 大和村立大和小学校　（一宮村に編入後も一宮村立として存続）[2][3]
- 中学校は設置せず、一宮村へ事務委託し、一宮村立一宮中学校（現・豊川市立一宮中学校）へ通学。

## 神社・仏閣
- 豊津神社

## 史跡
- 日下部城址